# ابراهیم العریض
ابراهیم العُرَیِّض (۸ مارس ۱۹۰۸–۱ مه ۲۰۰۲) شاعر و نویسنده بحرینی بود که به هنگام استقلال بحرین چند منصب سیاسی برگرفت. الذکری (سالگرد)، العرائس (عروس‌ها)، قبلتان (دو بوسه)، أرض الشهداء (سرزمین شهیدان)، شموع (شمع‌ها)، مذکرات شاعر (خاطرات یک شاعر)، وا معتصماه از دیوان‌های شعری اوست. همچنین دیدگاه‌های نوین در فن شعر و برگزیده‌هایی از شعر نو را نوشت. دخترش ثریا العریض دربارهٔ کتابخانهٔ او گفته است که دربرگیرندهٔ ده‌ها هزار کتاب می‌شده است که همهٔ اتاق‌های خانه را پُر می‌کرد و آن ها را به باشگاه عربی بحرین اهدا کرد تا کتابخانه‌ای همگانی گردد.

## زندگی
ابراهیم بن عبدالمحسن العُرَیِّض، در ۸ مارس ۱۹۰۸م / ۱۵ صفر ۱۳۲۷ق در بمبئی زاده شد، پدرش بازرگانِ مروارید بود. او ابتدا در همان‌جا درس آموخت سپس به سال ۱۹۲۷م به بحرین رفت. زبان عربی را آموخت و در شرکت نفت از سال ۱۹۳۷–۱۹۶۷ کار کرد.
العریض به هنگام استقلال بحرین در ۱۹۷۱م، رئیس مجلس شد. سپس به عنوان سفیر گردان در وزارت امور خارجه بحرین کار کرد. (۱۹۷۵–۱۹۸۰م)
العریض در ۱ مه ۲۰۰۲م / ۱۸ صفر ۱۴۲۳ق در منامه درگذشت.